# Fabre Hydravion
Die von Henri Fabre gebaute Fabre Hydravion war das erste erfolgreiche Wasserflugzeug der Luftfahrtgeschichte.

## Geschichte
Henri Fabre wurde 1882 in Marseille als Sohn eines erfolgreichen Reeders geboren. Er träumte schon als Jugendlicher davon, ein Flugzeug zu bauen, das auf dem Wasser starten und landen konnte. Sein Vater versprach ihm 100.000 Gold-Franc zum Bau eines derartigen Flugzeugs, wenn er ein Ingenieurstudium absolvieren würde. An der Ecole Superieure d'Electricité traf er solche bekannten Luftfahrtpioniere wie Breguet, Blériot, Farman, Latham und Voisin, doch mit Ausnahme von Gabriel Voisin war niemand ernstlich an den Ideen des Studenten interessiert.
1906 kehrte Fabre nach Hause zurück und widmete sich dem Bau des seit langem geplanten Hydravion. Er konstruierte zuerst lange schlanke Schwimmer, die aus mit Kupfernieten zusammengefügtem Eschenholz bestanden. Die Wasserversuche führte er auf dem Étang de Berre, einer Meeresbucht in der Provence mit dem vom Vater geliehenen Schiff l'Essor durch. Die l'Essor besaß eine 147 kW (200 PS) starke Maschine und erreichte damit immerhin neun Knoten. Zur Simulation des Startvorgangs entwarf Fabre eine elektrische 10-PS-Winde und installierte diese am Schiffsheck. Für die Schleppversuche verwendete er einfachen Klavierdraht von 300 m Länge und 1,6 mm Dicke. So war es ihm möglich, das Verhalten der Schwimmer im Wasser bis zu einer Geschwindigkeit von 25 Knoten zu erproben. Indirekt bekam er über die Geschwindigkeit, mit der der Draht aufgewickelt wurde, auch Hinweise zur Größe des hydrodynamischen Widerstandes der Schwimmer. Als Ergebnis der Versuche kürzte er die Schwimmer und versah sie mit einem größeren Anstellwinkel gegenüber der Wasseroberfläche.
Da die verfügbaren Motoren für das Abheben der Maschine zu schwach waren, konstruierte Fabre einen eigenen Motor, der aus drei gekoppelten, je 9 kW (12 PS) leistenden, Dreizylinder-Anzani-Maschinen bestand. Über einen Riemen sollte der vorgesehene Zugpropeller angetrieben werden. Die Motormasse von 150 kg ließ jedoch einen Einbau in der Flugzeugnase nicht zu, so dass dieser mehr oder weniger über dem Flugzeug und über der Tragfläche angebaut werden musste. Fabre selbst musste hinter dem Motor sitzen.
Erwähnenswert ist die einzigartige Propellerkonstruktion, die Fabre verwenden wollte. Er konstruierte einen leichten „Doppeldecker“-Propeller, wobei jeweils zwei Blätter hintereinander lagen und über schmale Stege verbunden waren. Er testete diese Konstruktion mit einem selbstgebauten Prüfstand auf einem Lastkraftwagen. Für die ersten Flugversuche verwendete er jedoch einen herkömmlichen Holzpropeller mit 3 m Durchmesser.
Da Fabre selbst keinerlei Flugerfahrung besaß, benutzte er für seine ersten Versuche die Maschine ohne Propeller und schleppte sie mit seinem erprobten Schiff an einem 400 m langen Seil, das über ein Pylonensystem und eine im See verankerte Boje lief. So erreichte das Flugzeug immerhin 36 Knoten; ein Abheben konnte jedoch nicht erreicht werden. Er installierte anschließend den Propeller, der über eine lange Welle von dem gekoppelten 26 kW (36 PS) leistenden Motor angetrieben wurde.
Im Juli 1909 unternahm er die ersten Flugversuche, wobei die l'Essor die Maschine in die Mitte des Sees transportierte und dort zu Wasser ließ. Ein Flug gelang jedoch nicht. Den Hauptgrund sah Fabre in dem schwachen Triebwerk; deshalb schöpfte er wieder Hoffnung, als er von einem neuen von Laurent Seguin konstruierten Motor erfuhr, der 37 kW (50 PS) leisten sollte. Daraufhin konstruierte er ein neues Flugzeug in Canard-Auslegung, die es erlaubte, den Motor an das äußerste Ende des Rumpfes zu verlegen.

## Erster Flug
Nach einem ersten Rollversuch auf dem Étang de Berre, bei dem noch auftretende Motorvibrationen behoben werden konnten, gelang dann am Morgen des 28. März 1910 im Hafen von La Mède in der Nähe von Marseille der erste Flug, und damit auch der erste Flug von Henri Fabre selbst. Er legte in einer Höhe von 2 m eine Strecke von 500 m zurück. In einem Interview schilderte Fabre 1980 seine damaligen Empfindungen. Am Nachmittag desselben Tages wurden dann noch zwei weitere Flüge vor Zeugen durchgeführt.
Unglücklicherweise ging die Hydravion einige Zeit später bei einer Vorführung vor Publikum verloren, als sie bei der Landung einen Felsen streifte.

## Konstruktion
Der offene Rumpf bestand im Wesentlichen aus zwei übereinander angeordneten Trägern.
Die Konstruktion der Canard-Tragflächen entsprach der, die er schon für die Tragflächen der ersten Maschine verwendete – ein offener Gitterholm an der Flügelnase, hinter dem Stoff auf Rippen gespannt war, ähnlich wie bei heutigen Drachenfliegern. Die Tragflächen waren gegen den Rumpf verspannt. Die Canard-Tragflächen waren Doppeldeckerflächen, während die Haupttragfläche nur einfach ausgeführt war. Die Maschine besaß drei Schwimmer, einer war vorne und zwei hinten angebracht. Der Gnôme-Umlaufmotor mit einem Druckpropeller war am äußersten Ende installiert; nicht zuletzt deshalb, um das Anlassen zu ermöglichen, während das Flugzeug auf der Slipanlage schon mit dem vorderen Ende im Wasser stand.

## Auswirkungen
Kurz danach bauten auch die Gebrüder Voisin ein eigenes Wasserflugzeug, die Voisin Hydro Canard 1. Basis hierfür war das bereits vorhandene Voisin-Canard-Modell, das sie mit von Fabre gekauften Schwimmern ausrüsteten. Im Oktober 1910 war die Canard Voisin das erste Wasserflugzeug, das über die Seine flog.

## Technische Daten
| Kenngröße             | Daten                                                          |
| --------------------- | -------------------------------------------------------------- |
| Besatzung             | 1                                                              |
| Länge                 | 8,50 m                                                         |
| Spannweite            | 14 m                                                           |
| Höhe                  | 3,66 m                                                         |
| Flügelfläche          | 17 m²                                                          |
| Startmasse            | 475 kg                                                         |
| Höchstgeschwindigkeit | 89 km/h                                                        |
| Triebwerke            | 1 × 7-Zylinder-Stern-Umlaufmotor Gnôme Omega mit 37 kW (50 PS) |

## Nachbau
Eine Replik der Fabre Hydravion im Maßstab 1:1 befindet sich im Flughafen Marseille. Sie ist im Sicherheitsbereich des Abflugterminals an der Decke aufgehängt, also nur für abfliegende Passagiere sichtbar.